# Wurmbea burttii
Wurmbea burttii är en tidlöseväxtart som beskrevs av Rune Bertil Nordenstam. Wurmbea burttii ingår i släktet Wurmbea och familjen tidlöseväxter. Inga underarter finns listade i Catalogue of Life.